# Wilsientje van Emden
Wilsientje van Emden (circa 1972/1973) is een Surinaams politicus. Ze volgde Sergio Akiemboto in maart 2021 op als lid van De Nationale Assemblée (DNA) voor de Nationale Democratische Partij (NDP).

## Biografie
Van Emden is rond 1972/1973 geboren en was sinds 1996 onderwijzeres, eerst op een lagere school en later op de avondmulo in Brownsweg. Op deze laatste schoolinstelling is ze later directrice (stand 2021).
Ze is lid van de NDP en deed tijdens de verkiezingen van 2020 mee op plaats 2 van Brokopondo. In haar district werden de lijsttrekkers van drie partijen (ABOP, BEP en haar NDP) verkozen, waardoor zij zelf niet in DNA kwam.
Lijstaanvoerder Sergio Akiemboto leverde ruim een half jaar later zijn lidmaatschap van de NDP en DNA in. Ondanks dat hij hier zo'n twee weken later op terugkwam, bleek dit na een rechtsgang voor DNA onherroepelijk te zijn, waardoor Van Emden hem op 11 maart 2021 opvolgde. Ze bleef aan tot de volgende verkiezingen.